# Наукория
Науко́рия (лат. Naucoria) — род грибов семейства Строфариевые (Strophariaceae).

## Описание
- Шляпка 0,4—3 см в диаметре, колокольчатой или выпуклой формы, затем уплощённая, иногда с бугорком в центре, обычно гигрофанная, с гладкой или железистой, редко влажной поверхностью. Окрашена в беловатые, кремовые, желтовато-охристые, красно-коричневые или коричневатые тона. Пластинки приросшие к ножке, светлые или тёмно-коричневые.
- Ножка 1—10 см длиной и 1—2,5 мм толщиной, центральная, в верхней части кремовая, ниже красно-коричневая, в основании тёмно-коричневая или почти чёрная, нередко с поясками — остатками покрывала.
- Мякоть мясистая, горькая или безвкусная.
- Споровый порошок грязно-бурого или табачно-бурого цвета. Споры средних или крупных размеров, без поры прорастания, миндалевидной, лимоновидной, веретеновидной или эллиптической формы. Базидии двух- или четырёхспоровые. Хейлоцистиды бесцветные, обычно тонкостенные. Плевроцистиды у большинства видов отсутствуют. Каулоцистиды и пилеоцистиды имеются лишь у некоторых видов.

## Экология и распространение
Представители рода произрастают во влажных заболоченных местах. Образуют микоризу с ольхой и ивой.

## Виды
- Naucoria alnetorum (Maire) Kühner & Romagn., 1953 — Наукория ольхи
- Naucoria amarescens Quél., 1883 — Наукория горьковатая
- Naucoria aurora Sacc., 1891
- Naucoria badia Murrill, 1917
- Naucoria bohemica Velen., 1921 — Наукория богемская
- Naucoria cerodes (Fr.) P. Kumm., 1871
- Naucoria clavuligeroides P.D. Orton, 1984
- Naucoria escharioides (Fr.) P. Kumm., 1871 — Наукория струпьевидная
- Naucoria luteolofibrillosa (Kühner) Kühner & Romagn., 1953 — Наукория желтоватоволокнистая
- Naucoria melinoides (Bull.) P. Kumm., 1871
- Naucoria salicetorum D.A. Reid, 1984
- Naucoria salicis P.D. Orton, 1960 — Наукория ивовая
- Naucoria scolecina (Fr.) Quél., 1875 — Наукория червивая
- Naucoria silvaenovae D.A. Reid, 1984 — Наукория новолесная
- Naucoria spadicea D.A. Reid, 1984 — Наукория каштановая
- Naucoria sphagneti P.D. Orton, 1960 — Наукория сфагновая
- Naucoria striatula P.D. Orton, 1960 — Наукория мелкополосчатая
- Naucoria suavis Bres., 1884 — Наукория приятная
- Naucoria subconspersa Kühner ex P.D. Orton, 1960 — Наукория обсыпанная
- Naucoria subglobosa (Alb. & Schwein.) Quél., 1880
- Naucoria tantilla J. Favre, 1955